# 극장판 헌터X헌터 : 더 라스트 미션
극장판 헌터X헌터 : 더 라스트 미션(劇場版 HUNTER×HUNTER -The LAST MISSION-, HUNTER×HUNTER THE MOVIE : The LAST MISSION)은 일본에서 제작된 카와구치 케이이치로 감독의 2013년 애니메이션, 액션, 모험, 판타지 영화이다. 한 메구미 등이 주연으로 출연하였다.

## 출연

### 주연
- 한 메구미
- 이세 마리야
- 후지와라 케이지
- 사와시로 미유키
- 나미카와 다이스케
- 나가이 이치로
- 미츠이시 코토노
- 토미나가 미이나
- 오토모 류자부로
- 요코야마 치사
- 세키 토시히코

## 제작진
- 원작자: 토가시 요시히로
- 프로듀서: 나카타니 토시오